# Humedal del lago Dajiu
El humedal del lago Dajiu es una reserva natural y sitio Ramsar en la divisoria de agua de los ríos Yangtsé y Han, al oeste del Geoparque Global de la UNESCO de Shennongjia, en la provincia de Hubei, en el centro-este de China. El humedal da lugar al nacimiento del río Du, el principal afluente del Han, con un gran valor biogeográfico, para controlar las inundaciones, recargar los acuíferos y purificar el agua.

## Características
El sitio Ramsar del lago Dajiu (Hubei Dajiu Lake Wetland), número 2186, tiene 93,2 km2 de extensión, centrado en las coordenadas 31°28′N 110°02′E. Es un humedal alpino subtropical, que alberga varias especies de plantas, aves y mamíferos amenazados, incluyendo la conífera Picea neoveitchii, en peligro de extinción, la cigüeña oriental y el ciervo almizclero enano.

## El Geoparque de Shennongjia
El Geoparque global de la Unesco de Shennongjia (Shennongjia UNESCO Global Geopark) es patrimonio de la Humanidad, tiene 1022,72 km2 y es considerado uno de los tres centros de biodiversidad de China, con 11 tipos de vegetación que dependen de la altitud, con 3767 plantas vasculares y 600 vertebrados. El geoparque es una reliquia geológica que culmina en el Pico Shennong, de 3106 m, y evidencia la fractura del supercontinente Rodinia. La sección de los humedales de Dajiu, a 1730 m de altitud, formada durante la glaciación del cuaternario, tiene gran importancia para el estudio de la evolución paleoclimáica y paleogeográfica.